# Municipio de Pilcaya
El municipio de Pilcaya es un municipio del estado mexicano de Guerrero. No confundir con San Juan Pilcaya, comunidad del municipio de Chiautla, en el estado de Puebla.

## Toponimia
La palabra Pilcaya proviene de las palabras en náhuatl "pilcac" que significa estar colgado y de "yan" que es una partícula locativa, por lo que Pilcac-yan se puede traducir como "En el colgadero" o "Lugar donde se cuelga algo". Este vocablo se utilizó hasta el siglo XVIII, posteriormente se latinizó para ser el actual Pilcaya.

## Geografía
El municipio de Pilcaya cuenta con una extensión territorial de 62.1 km², se encuentra ubicado en las coordenadas 18°44′51.8″N 99°40′30.3″O / 18.747722, -99.675083 colinda con al norte con el Estado de México, al sur con el municipio de Tetipac y Taxco de Alarcón, al este también con Taxco de Alarcón y el Estado de Morelos y al oeste con el Estado de México.

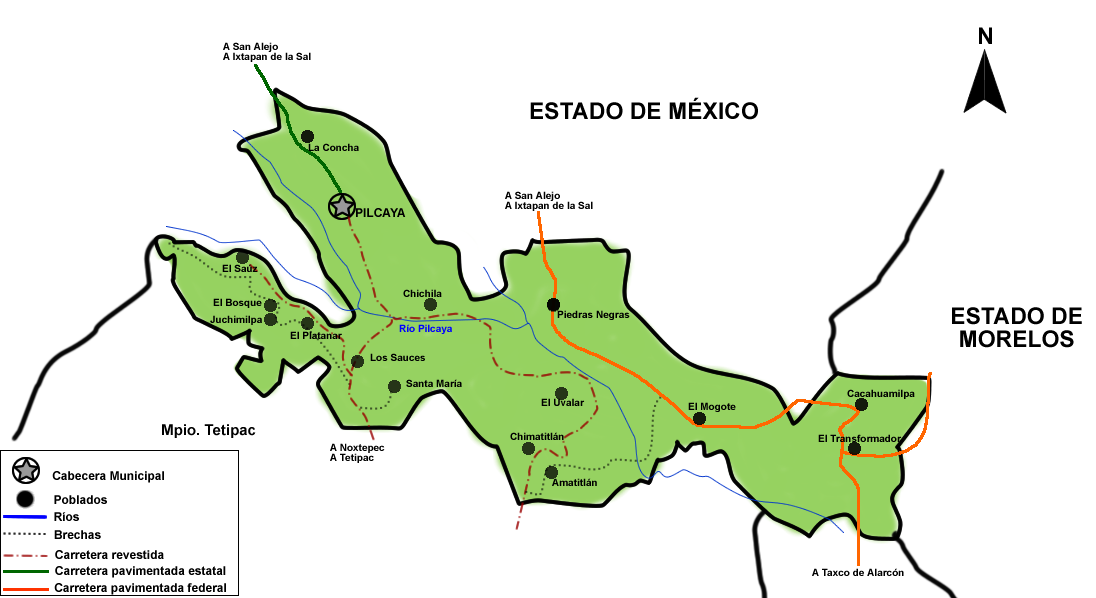
Ubicación del municipio de Pilcaya con sus principales asentamientos, caminos y carreteras.

## Clima

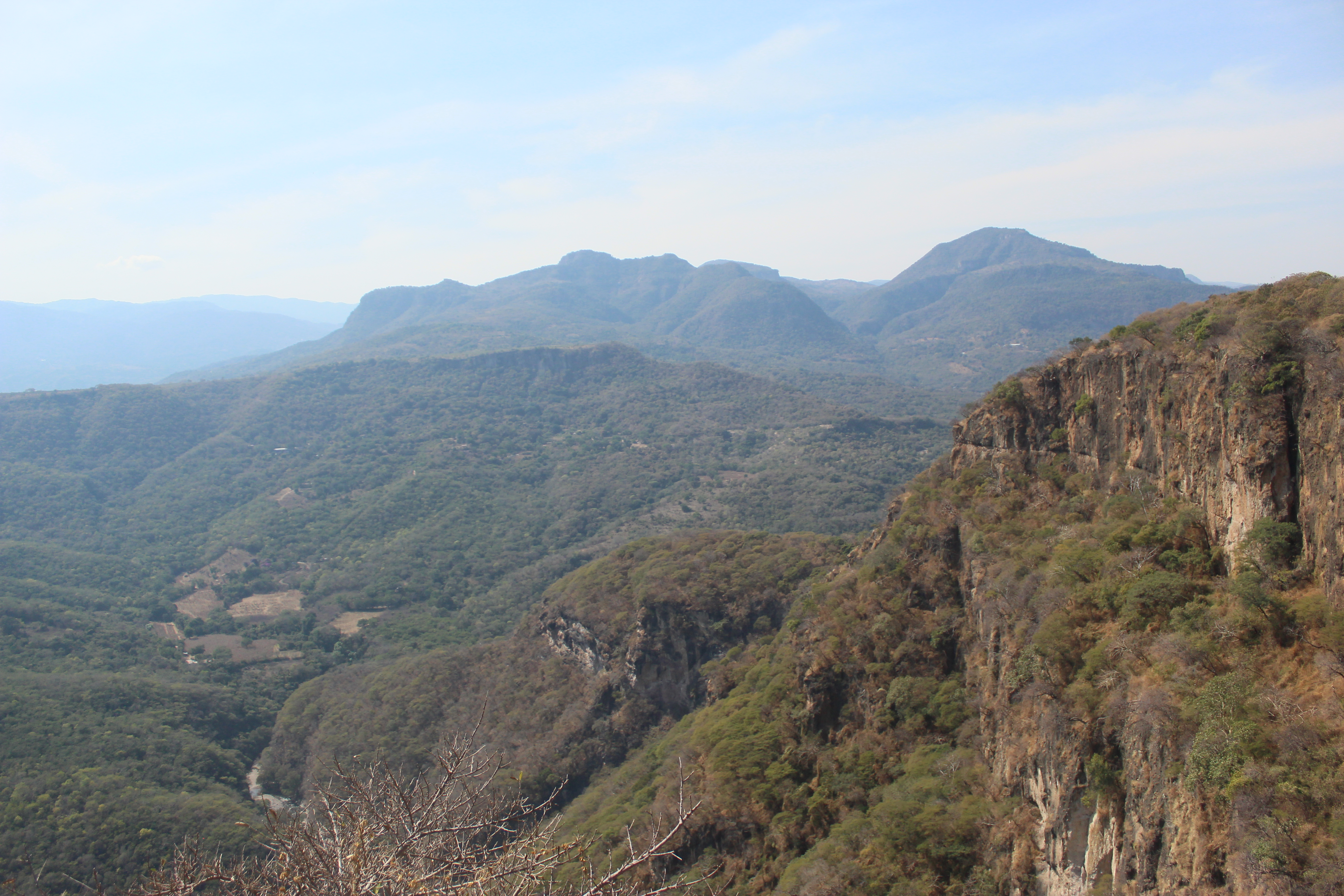
Vista desde el mirador de El Mogote. Hacia abajo el río Chontalcoatlán.

Predomina el clima subhúmedo cálido con variaciones a templado. La temperatura media anual oscila entre los 10 y 20 °C, presentándose lluvias en verano y otoño. La precipitación media anual fluctúa entre los 1200 y 1400 mm.

## Población
Según los resultados del Censo de Población y Vivienda 2020 realizado por el INEGI, la población del municipio asciende a 12,753 habitantes.

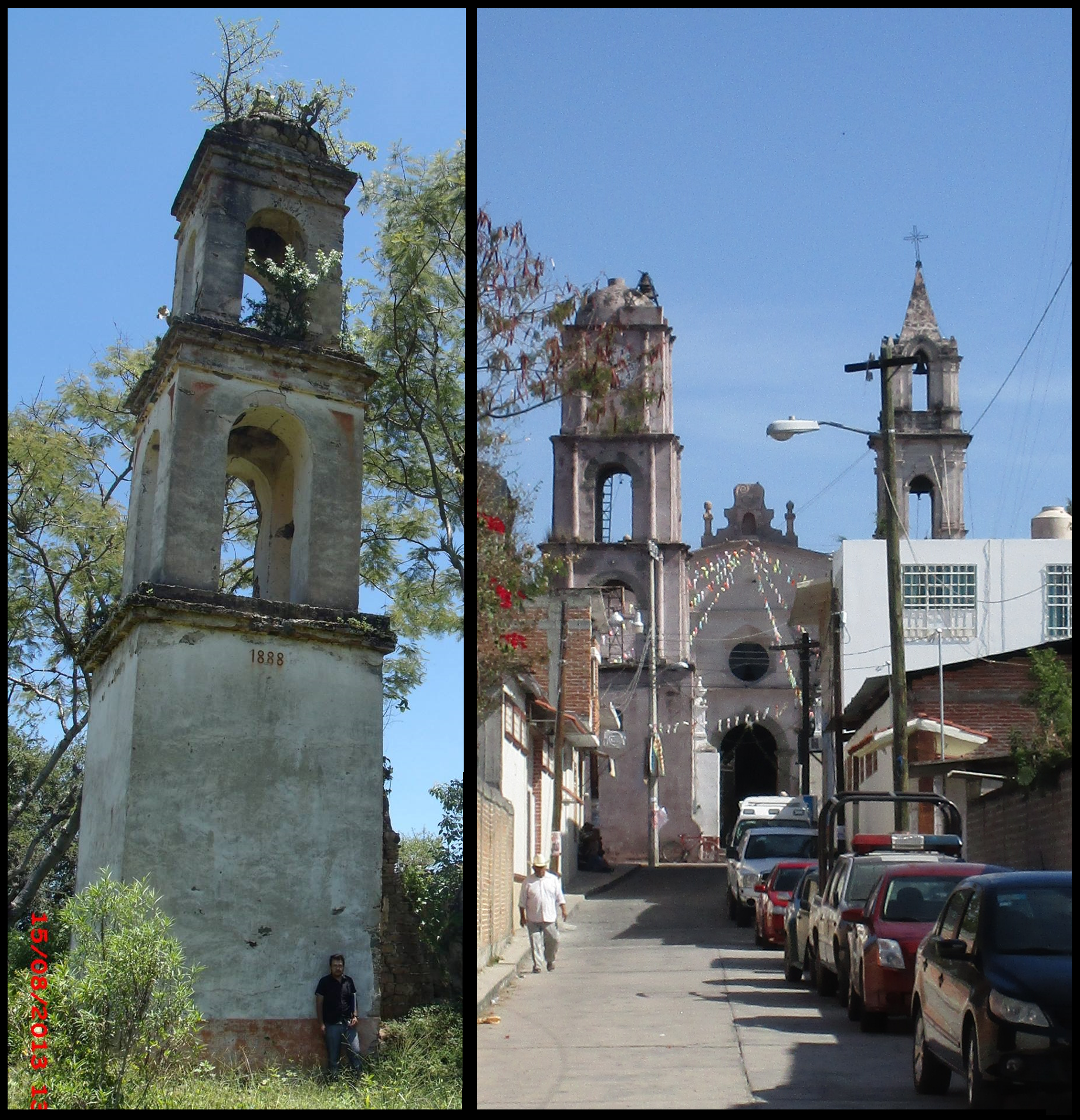
Monumentos históricos del municipio de Pilcaya, Guerrero. A la izquierda torre del templo de Nombre de Dios en la comunidad del mimo nombre y a la derecha Parroquia de la Purísima Concepción en la cabecera municipal.

### Localidades
En el censo de 2020 el municipio de Pilcaya contaba con 38 localidades.
| Código INEGI      | Localidad         | Población (2020) |
| ----------------- | ----------------- | ---------------- |
| 120490001         | Pilcaya           | 6 184            |
| 120490005         | La Concepción     | 1 206            |
| Otras localidades | Otras localidades | 5 363            |
| Total municipal   | Total municipal   | 12 753           |

## Fiestas
- El 5 de febrero se celebra a San Felipe de Jesús. En su honor un barrio de la cabecera municipal lleva este nombre.
- El primer viernes de Cuaresma tiene celebración la Festividad del Señor de la Salud, venerado en la Capilla del Consuelo. En dicha celebración se concentran las personas del municipio para venerar y dar gracias por la salud, además de las intenciones por lo enfermos de la localidad.
- En Semana Santa se hace la representación de la pasión de Cristo. Durante el jueves, viernes y sábado santo se hacen procesiones que recorren el pueblo con imágenes religiosas. De las imágenes utilizadas destacan la de "Padre Jesús" pues es una figura articulada de Cristo, que puede representar las caídas del viacrucis y que es tan antigua como la misma Parroquia de la cabecera municipal. Esta imagen es similar a la que se usa en Taxco para la procesión de las tres caídas.

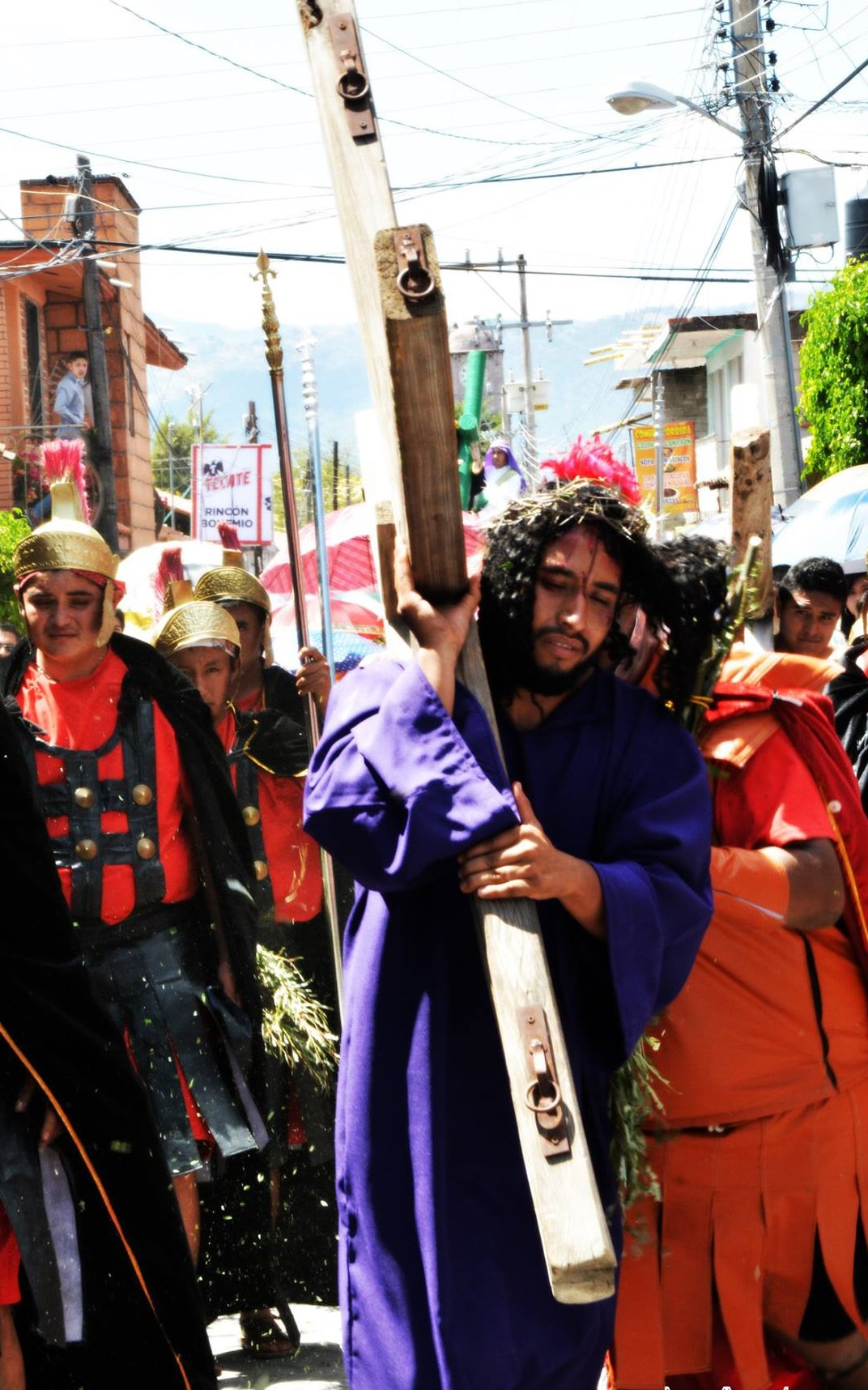
Representación de la Pasión de Cristo durante la procesión del viacrucis
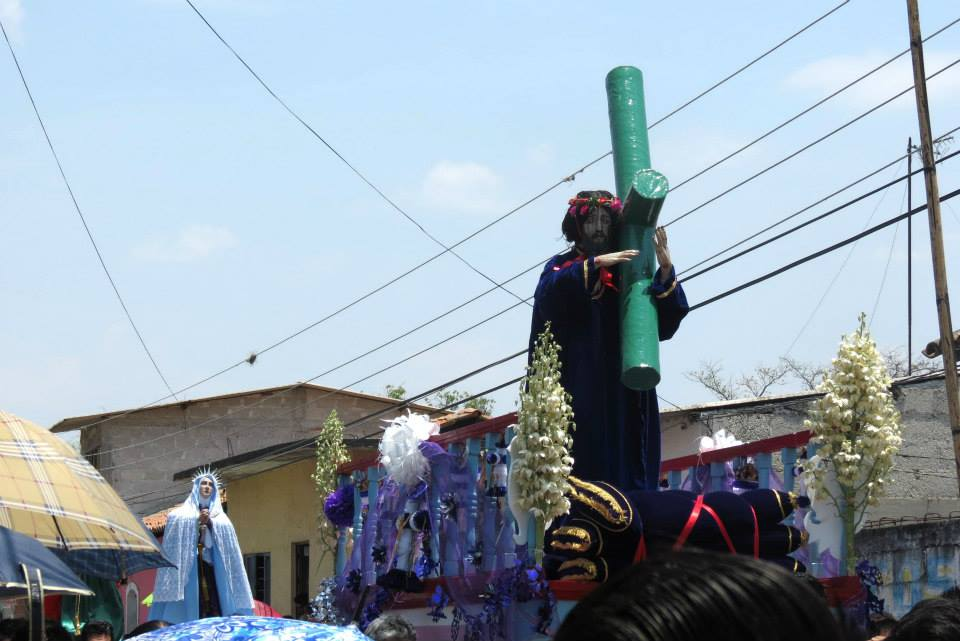
Imágenes de "Padre Jesús" y la Virgen de los Dolores en la procesión de viacrucis en la cabecera municipal de Pilcaya

- El 15 de septiembre por la noche se lleva a cabo la conmemoración del Grito de Independencia.
- El 29 de septiembre se celebra a San Miguel Arcángel. En su honor también un barrio de la cabecera municipal lleva su nombre.
- El 16 de octubre tiene celebración la festividad en honor a la Virgen del Consuelo, venerada en el barrio de San Felipe.
- El 31 de octubre se acostumbra celebrar a los niños difuntos.
- El 1 de noviembre se celebra a los adultos difuntos.
- El 2 de noviembre se levantan las ofrendas y las flores se llevan al panteón, en donde se ofrece una celebración eucarística.
- El 12 de diciembre tiene lugar la celebración en honor a la Virgen de Guadalupe, en Barrio llamado "El cerrito".
- El 25 de diciembre tiene lugar la celebración de la Navidad.

## Economía
Las principales actividades económicas son la agricultura y la ganadería. Dentro de las actividades industriales del municipio se pueden mencionar los talleres de maquila de gorras en la cabecera municipal, la planta homogenizadora de alcoholes, talleres de fabricación de muebles y una planta trituradora de piedra. 

## Gastronomía
En pilcaya se acostumbra la preparación del pozole al estilo guerrero los días jueves y domingos, en color verde, blanco y rojo, además de su bebida típica "Coyote", una bebida alcohólica que se encuentra con variedad de sabores como:   
- Naranja
- Maracuyá
- Naranja - Maracuyá
- Arrayán
- Nanche
- Naranja con jumil
- Betabel (a partir de 2020)
- Coco (aunque esta versión es más conocida como "Torito")

## Turismo
El principal destino turístico del municipio es el parque nacional Grutas de Cacahuamilpa. En este sitio se puede recorrer el interior de la grutas y hacer un recorrido en los ríos subterráneos Chontacoatlán y San Jerónimo. Además se puede hacer escalada en roca, rappel, y cuenta con tirolesas.

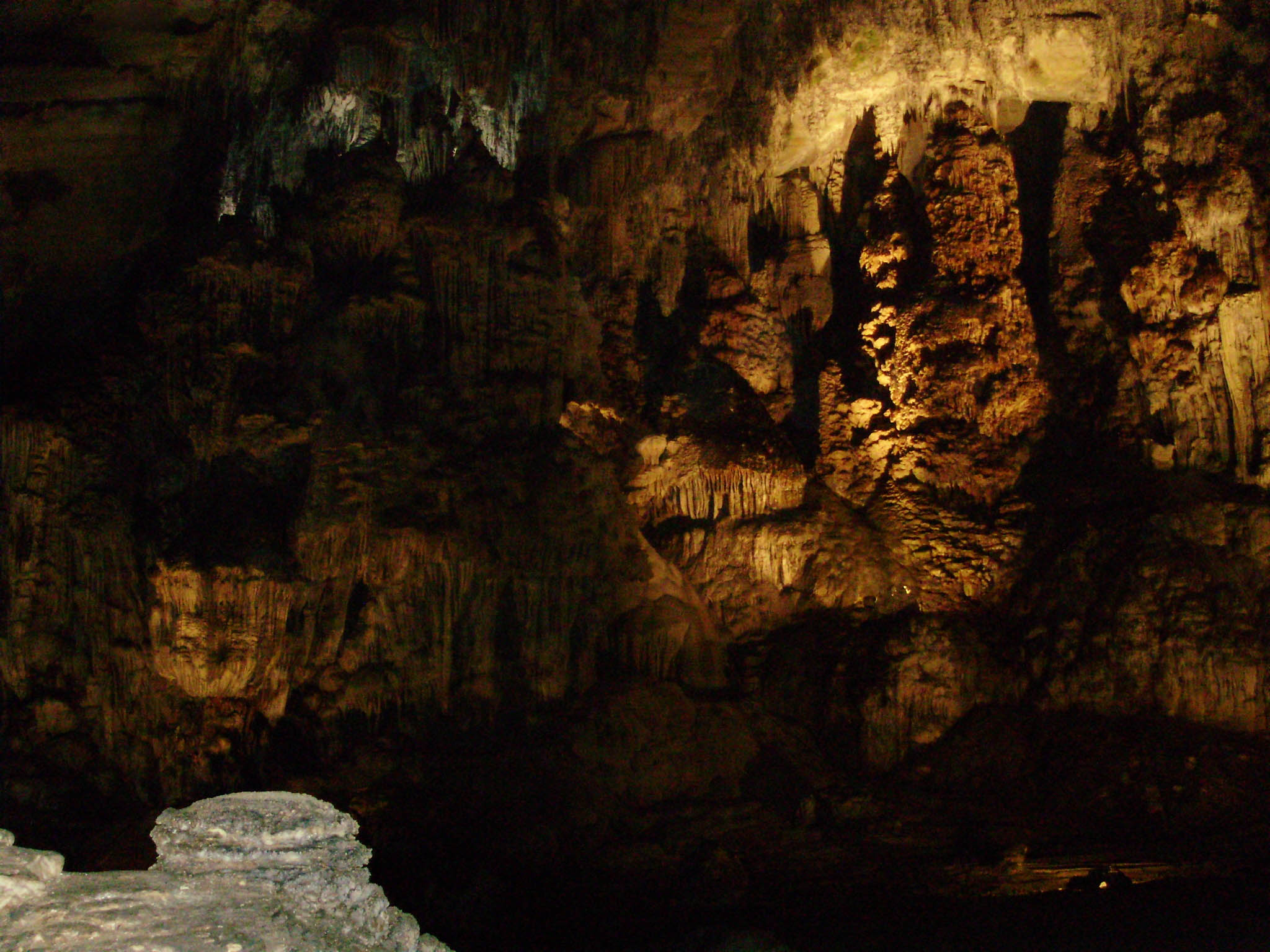
Estalactitas dentro de las grutas
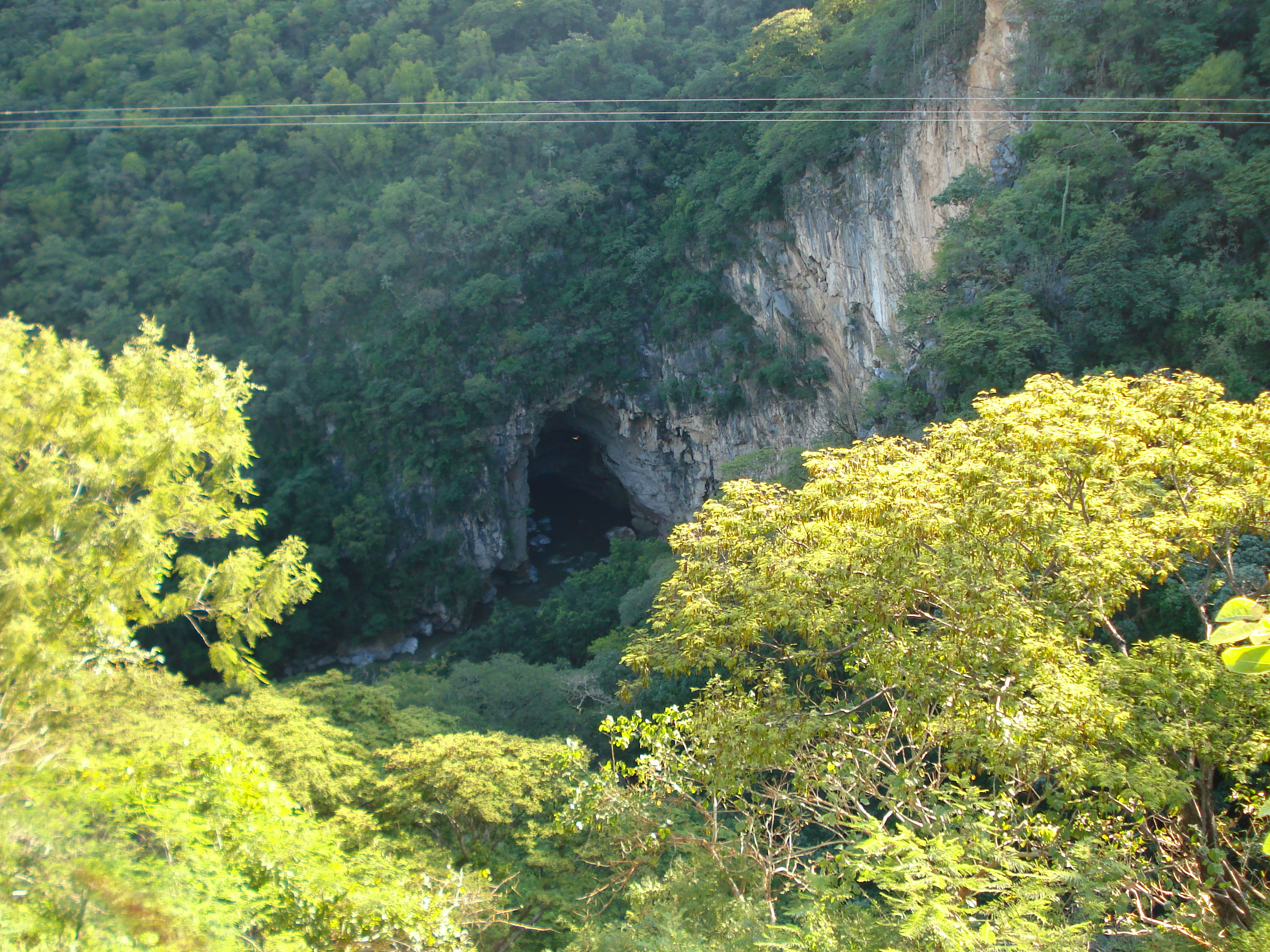
Vista exterior de las grutas
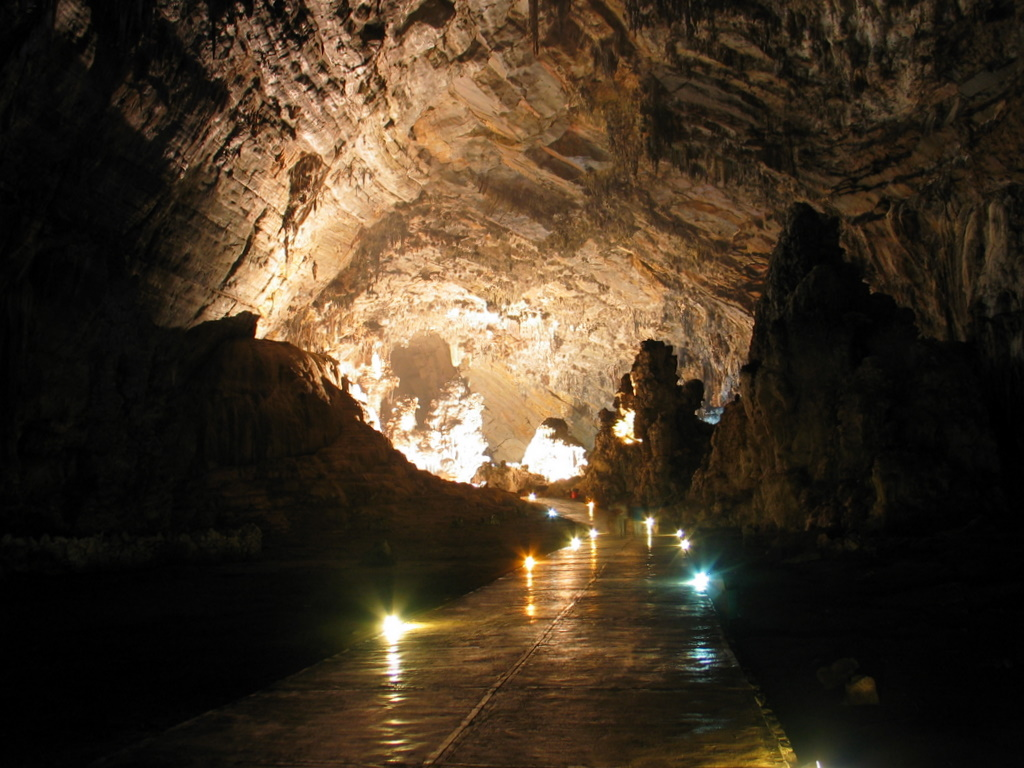
Pasillo en el interior de las grutas
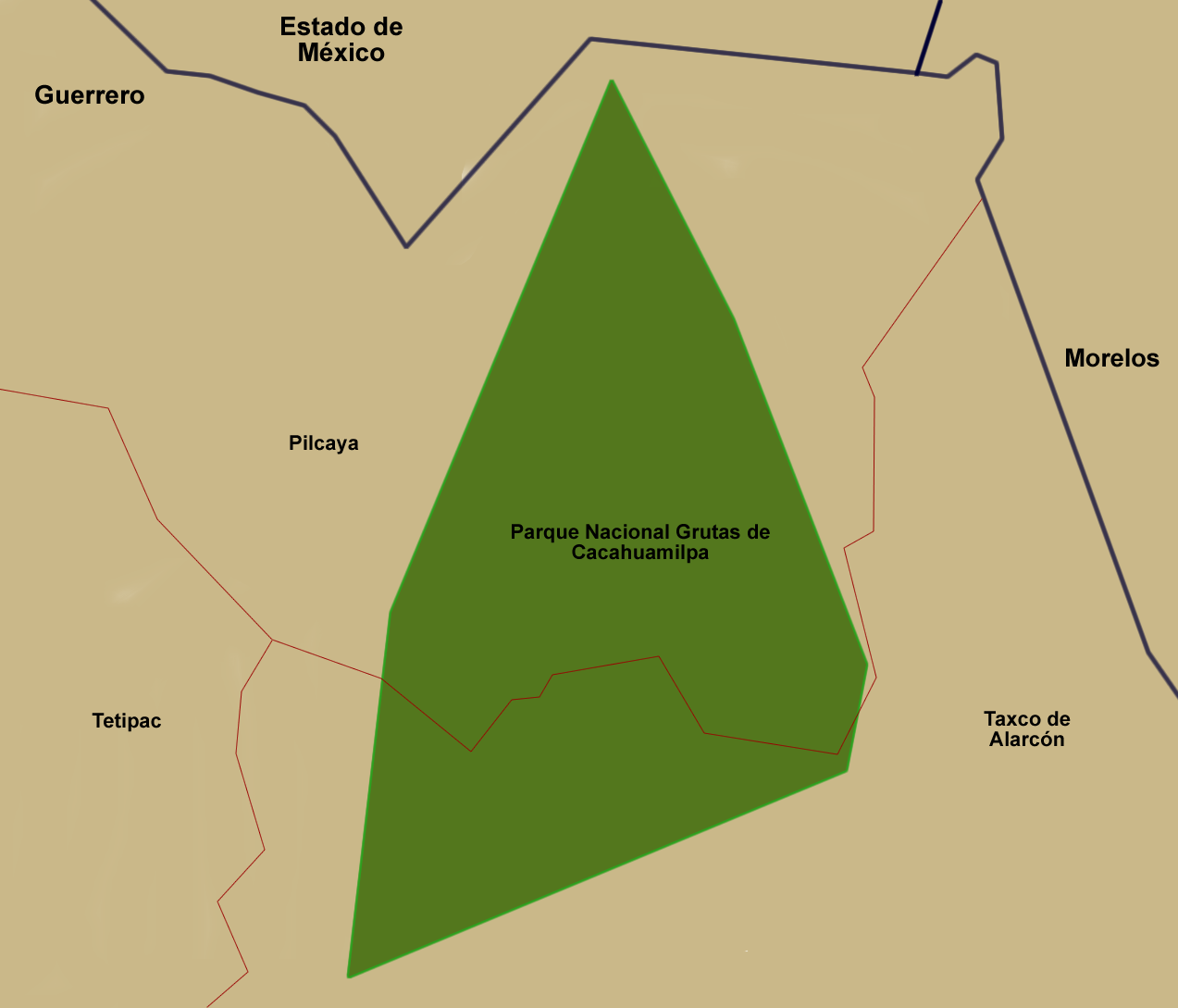
Ubicación geográfica de las Grutas de Cacahuamilpa
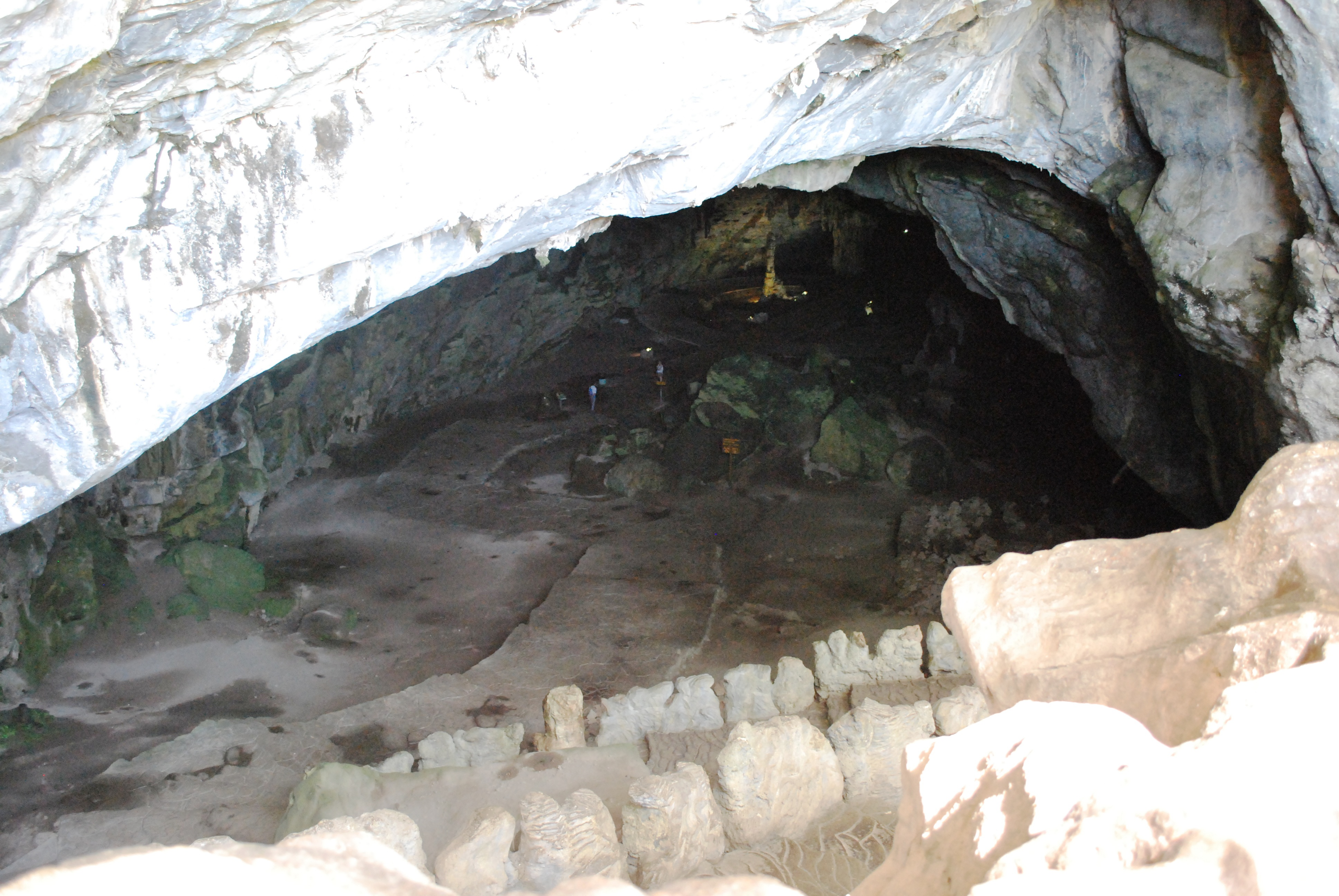
Entrada de las grutas
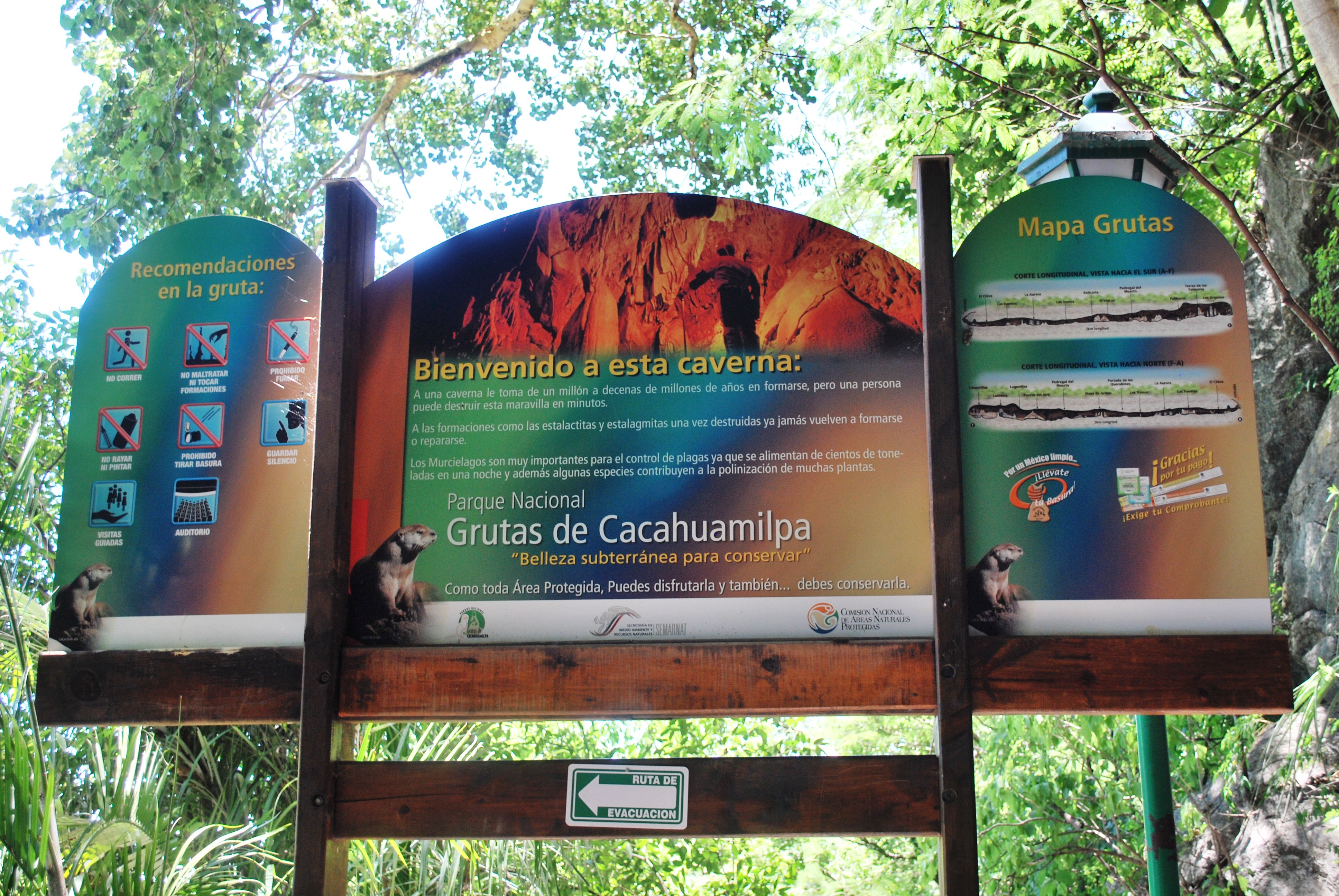
Letrero en la entrada de las Grutas de Cacahuamilpa
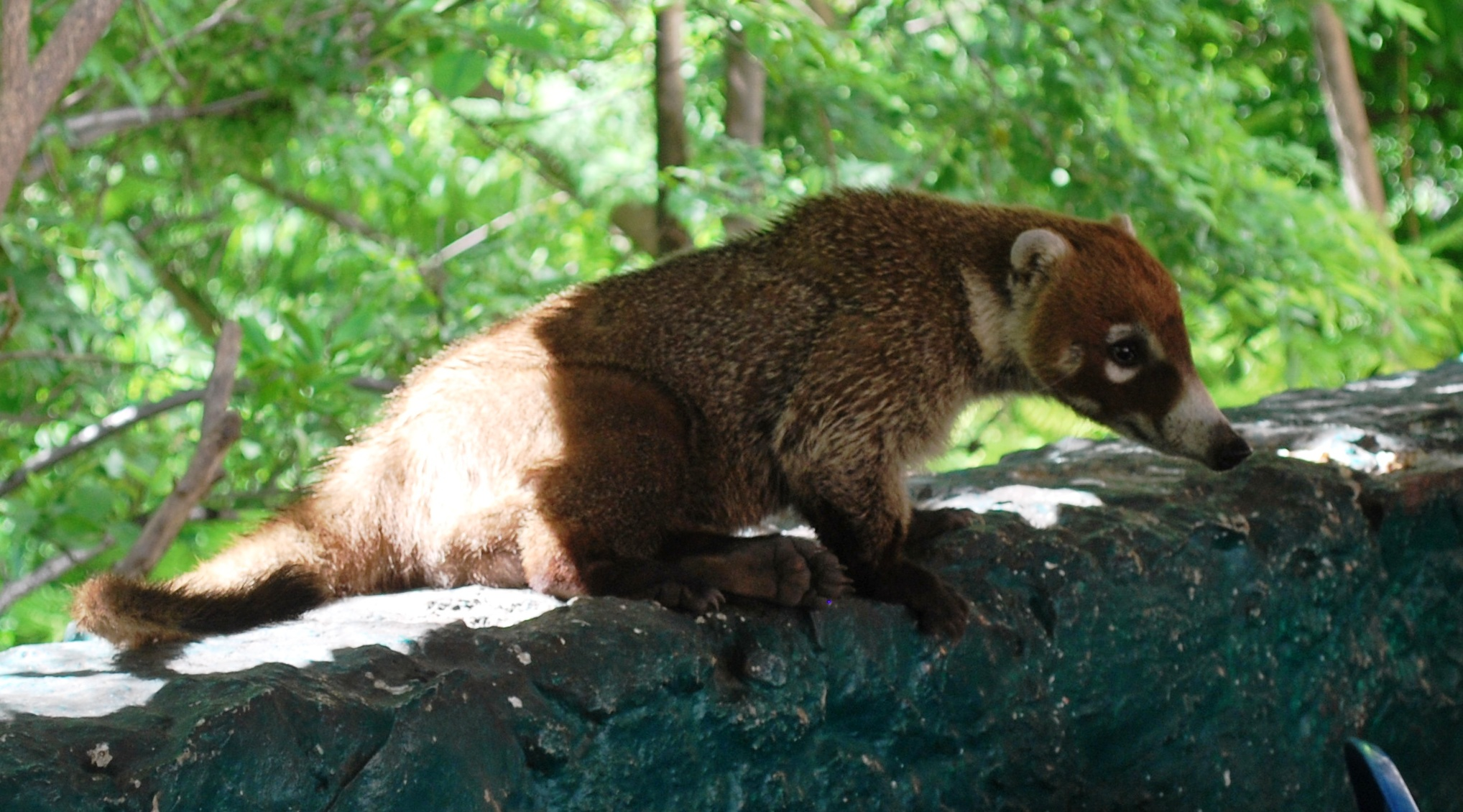
Tejón o Coatí (Nasua narica) animal típico de la región. Presente en el Parque Nacional Grutas de Cacahuamilpa